# Balthasar Ferdinand Moll

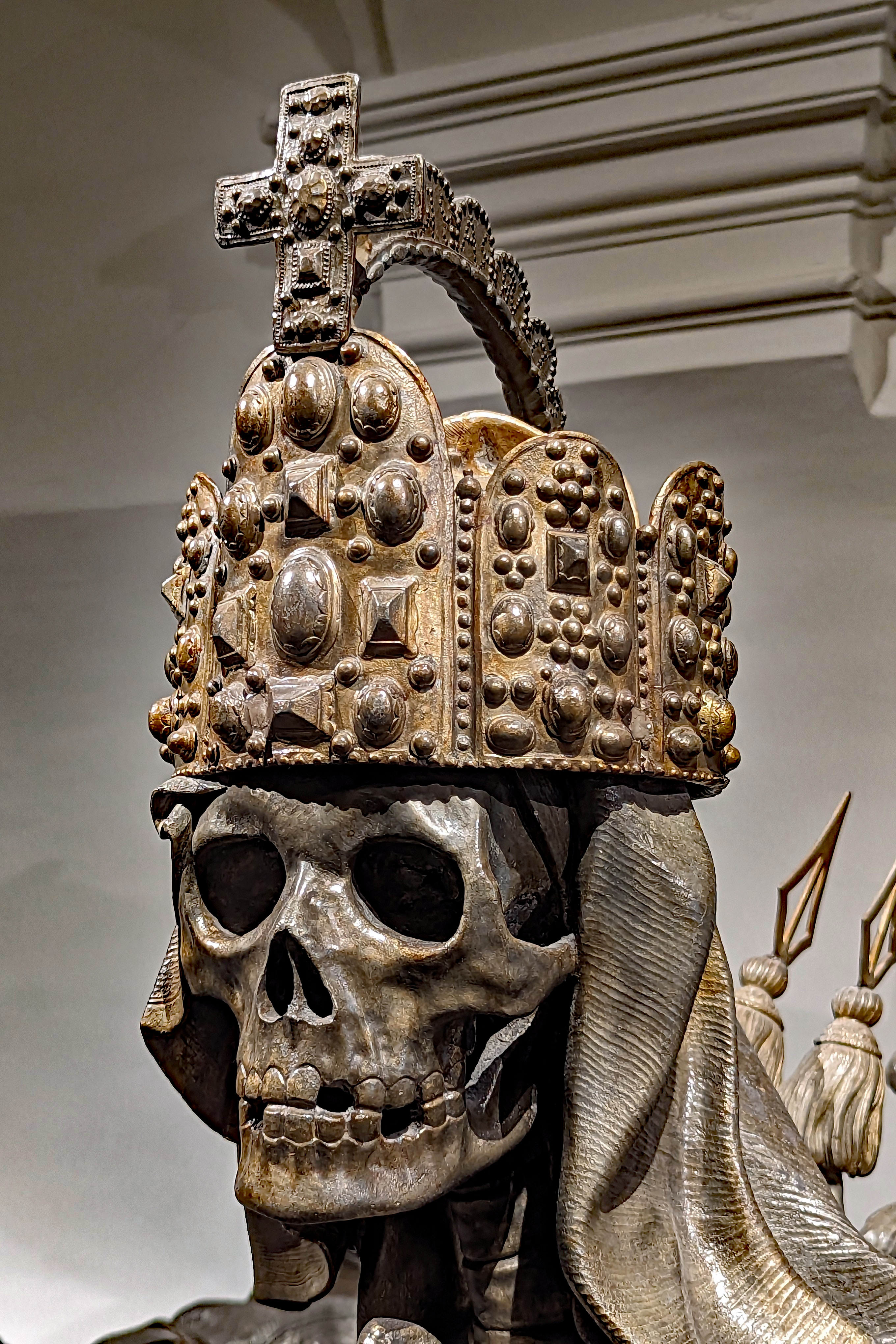
Detail am Sarkophag von Kaiser Karl VI.

Balthasar Ferdinand Moll (* 4. Jänner 1717 in Innsbruck; † 3. März 1785 in Wien) war ein österreichischer Bildhauer, der zur Regierungszeit Maria Theresias hauptsächlich für den Wiener Hof tätig war. Bekannt ist er vor allem für rund 20 Rokoko-Prunksarkophage aus Blei, Zinn und Bronze für die Begräbnisstätte der Herrscherfamilie in der Wiener Kapuzinergruft.

## Herkunft und Familie
Moll stammte aus einer Tiroler Bildhauerfamilie. Er war der Sohn von Nikolaus Moll und der Innsbrucker Bürgerstochter Anna Maria Fries (1681–1768). Sein Vater betrieb in Innsbruck eine eigene Werkstatt und war als Bildschnitzer unter anderem für den Hof und die Tiroler Landstände tätig. Balthasar Ferdinand Moll hatte acht Geschwister, von denen zwei ebenfalls als Bildhauer tätig waren: Johann Nikolaus (1709–1743) und Anton Cassian (1722–1757). Der ältere Bruder Johann Nikolaus Moll von Blumeneck schuf unter anderem die später von seinem Bruder umgestalteten Sarkophage Maria Elisabeths, Maria Karolinas und Karls VI. in der Kapuzinergruft. Anton Cassian war Münz-Graveurscholar und Ober-Münz-Eisenschneider, und schuf zahlreiche Bronze-Medaillons für den Wiener Hof.

## Leben und Wirken
Seine Ausbildung erhielt Balthasar Moll von seinem Vater. Danach studierte unter anderem bei Georg Raphael Donners Bruder Matthäus Donner an der Akademie der bildenden Künste, wo er ab 1741 nachgewiesen ist, und 1745 die Goldene Medaille der Akademie erhielt. 1751–1765 war Moll auch selbst als Professor für Bildhauerei an der Akademie tätig.

Während der Regierungszeit Maria Theresias erhielt er zahlreiche Aufträge bei Hof. Neben der Erzeugung von Repräsentationsgegenständen wie Prunkwagen oder -schlitten, schuf er zahlreiche Rokoko-Prunksarkophage für die Herrscherfamilie, deren Mitglieder in der Kapuzinergruft des Wiener Kapuzinerklosters beigesetzt wurden.

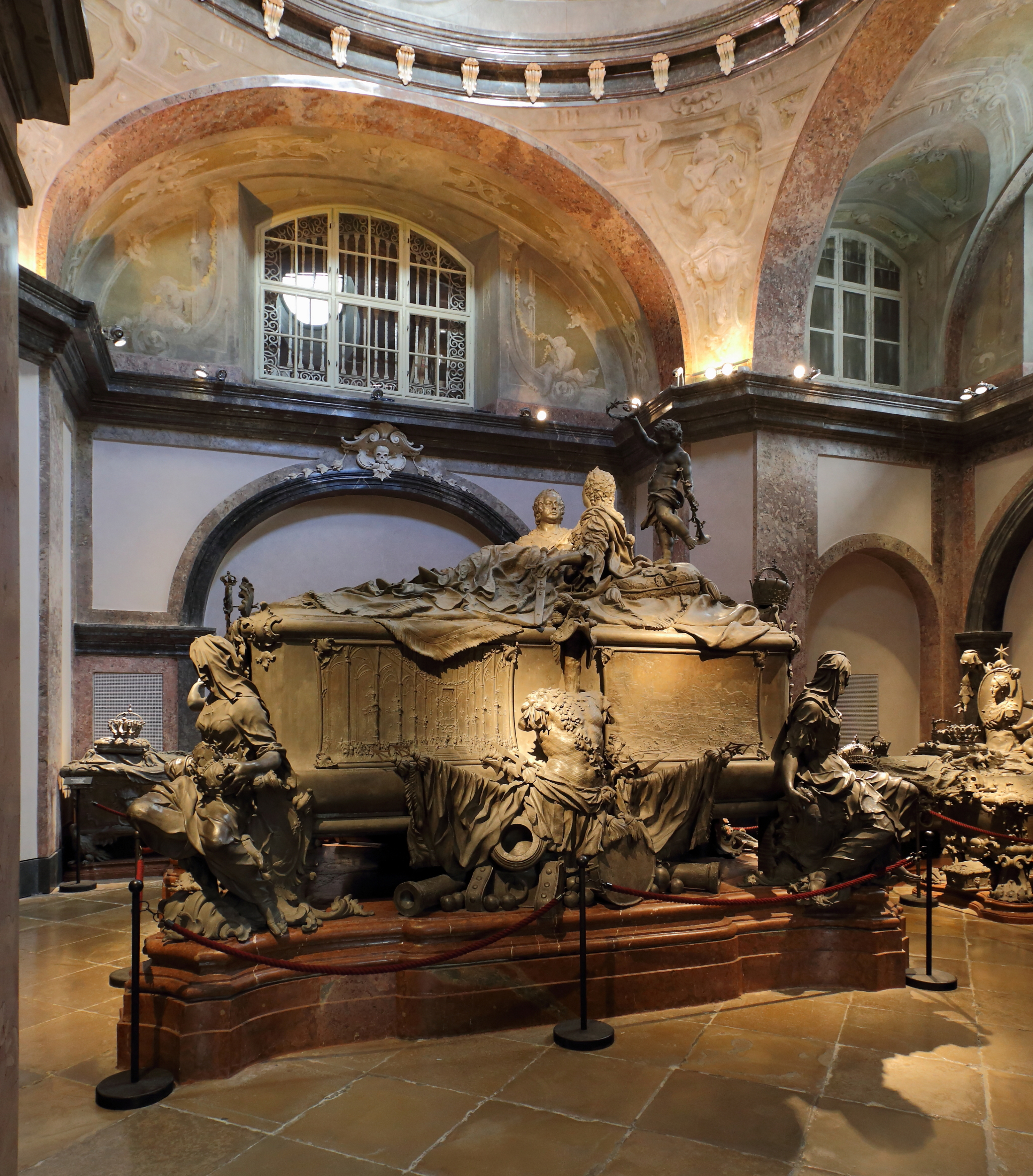
Doppelsarkophag für Kaiser Franz I. und Maria Theresia

Seine erste Arbeit im Auftrag von Kaiserin Maria Theresia war 1748 der Prunksarkophag für die Erzherzogin Maria Karolina. Sein eigentliches Hauptwerk ist aber der Doppelsarkophag für Maria Theresia und Kaiser Franz I. Stephan in der Kapuzinergruft aus dem Jahr 1754. Er ist über drei Meter lang und rund zwei Meter breit. Auf den Seiten ist er mit Reliefs ausgestattet, die Szenen aus dem Leben des Herrscherpaares zeigen: der Einzug in Florenz als Großherzog der Toskana und der Einzug zur Krönung in Frankfurt für Franz Stephan, sowie die Krönung zum König von Böhmen in Prag und der Krönungsritt von Maria Theresia in Pressburg. Auf dem Sarkophag befinden sich zwei lebensgroße Figuren des Herrscherpaares, die einander zugewandt sind; hinter ihnen hält ein Putto einen Sternenkranz über sie. An den vier Ecken des Sarkophages sitzen trauernde Genien mit Kronen und Wappen ihrer wichtigsten Herrschertitel: Heiliges Römisches Reich, Ungarn, Böhmen und Jerusalem. Zur selben Zeit wie der Doppelsarkophag für Maria Theresia und Kaiser Franz I. Stephan wurden auch die Sarkophage von Kaiser Karl VI., seiner Frau Kaiserin Elisabeth Christine und Kaiser Joseph I. von ihm umgestaltet. Sie zeigen hauptsächlich Szenen des Spanischen Erbfolgekrieges.

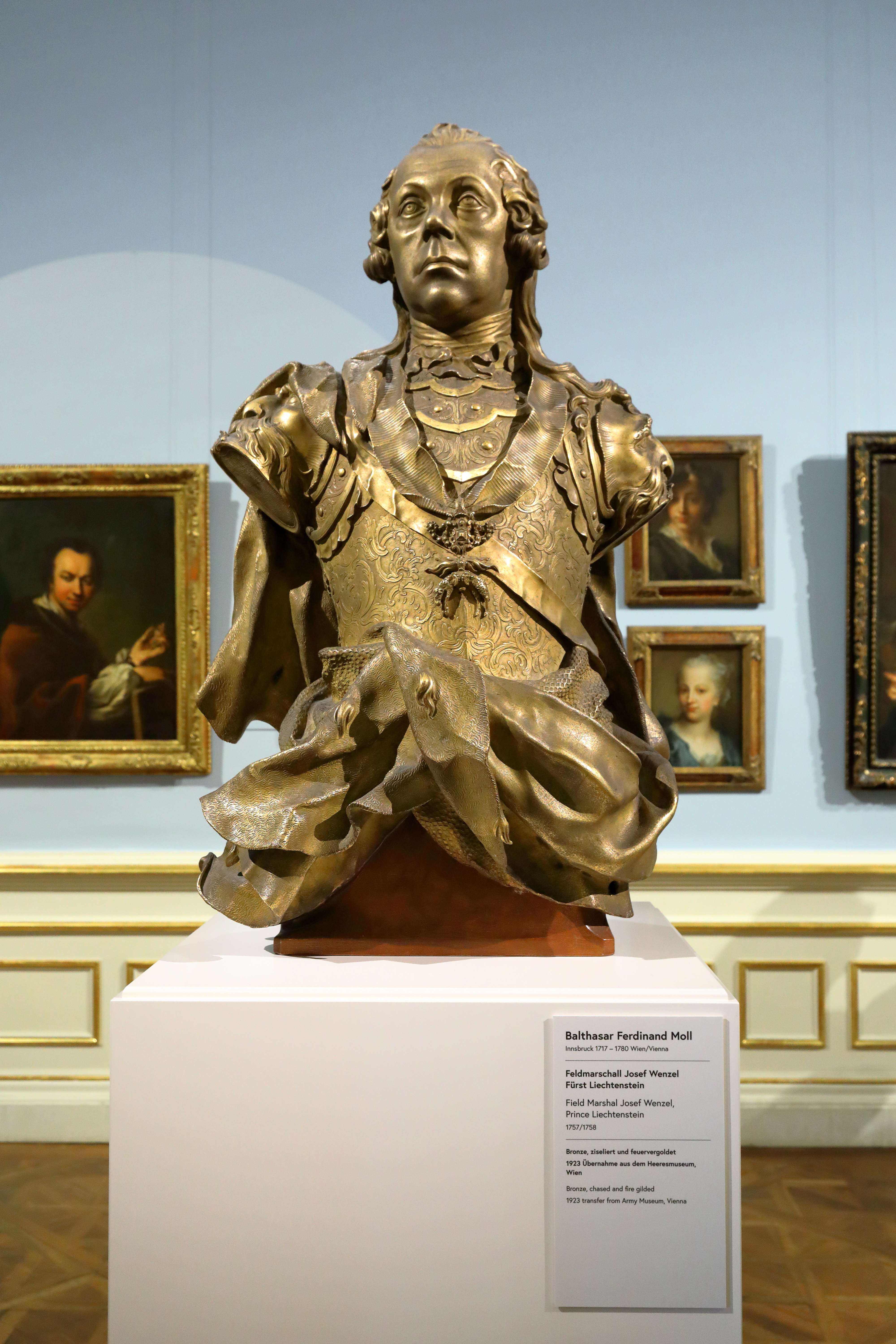
Büste von Fürst Josef Wenzel von Liechtenstein (1758)

1768 schuf er für die Innsbrucker Hofkirche die Bleistatuen des Hl. Franz von Assisi und der Hl. Theresa von Avila. Weitere Bleistatuen stellte er für den Altarraum im Dom zu Gurk her. Von ihm stammen auch Reiterstatuen Josephs II. (1776/77, in Laxenburg) und die Kaiser Franz I. Stephan von Lothringen (1781, im Burggarten) sowie des Feldmarschalls Joseph Wenzel Fürst Liechtenstein. Auch ein Marmorstandbild Kaiser Franz’ II. in der Österreichischen Galerie (Schloss Belvedere) wird ihm zugeschrieben.

## Werke
- Figuren der Evangelisten und der Göttlichen Tugenden an der Kanzel der Servitenkirche (1739)
- Entwurf für die Innenraumgestaltung der Wallfahrtskirche Hafnerberg (1743–1745)
- Prunksarkophag für die Erzherzogin Maria Karolina in der Kaisergruft (1748)
- Doppelsarkophag für Kaiser Franz I. und Maria Theresia in der Kaisergruft (1753)
- Umgestaltung des Prunksarkophages für Kaiser Karl VI. in der Kaisergruft (1753)
- Umgestaltung des Prunksarkophages für Kaiserin Elisabeth Christine in der Kaisergruft (1753)
- Umgestaltung des Prunksarkophages für Kaiser Joseph I. in der Wiener Kaisergruft (1753)
- Sarkophag für Kaiser Matthias in der Gründergruft der Wiener Kaisergruft (1755)
- Sarkophag für Kaiserin Anna in der Gründergruft der Wiener Kaisergruft (1755)
- Prunksarkophag für Kardinal Josef Graf Trautson im Stephansdom (um 1755)
- Bleistatuen von König Ludwig I. und Markgraf Heinrich vor der Basilika Mariazell (1757)
- Büste von Fürst Josef Wenzel von Liechtenstein in der Österreichischen Galerie (1758)
- Hochaltar und Innenraumgestaltung der Pfarrkirche Dobl bei Graz (1760)[4]
- Bronzebüste von Kaiser Franz I. im Schönbrunner Schlosspark (1766)
- Grabmonument für Leopold von Daun in der Augustinerkirche (um 1766)
- Umgestaltung von Hochaltar und Altarraum der Domkirche zu Gurk (1766)
- Bleistatuen der Hll. Franziskus und Theresa in der Innsbrucker Hofkirche (1768)
- Korpus des Kruzifixes der Urlauberkapelle in Sankt Sebastian bei Mariazell (1768)[5][6]
- Prunksarkophag für Karl Josef Batthyány in der Batthyány-Familiengruft in Güssing (1772)[7]
- Zwei Büsten von Kaiser Franz I., heute in der Österreichischen Galerie und im KHM (1775)
- Reiterdenkmal für Kaiser Joseph II. im Schlosspark Laxenburg (1776/66)
- Reiterdenkmal für Kaiser Franz I. im Paradeisgartl, heute im Burggarten (1781)

## Fotogalerie

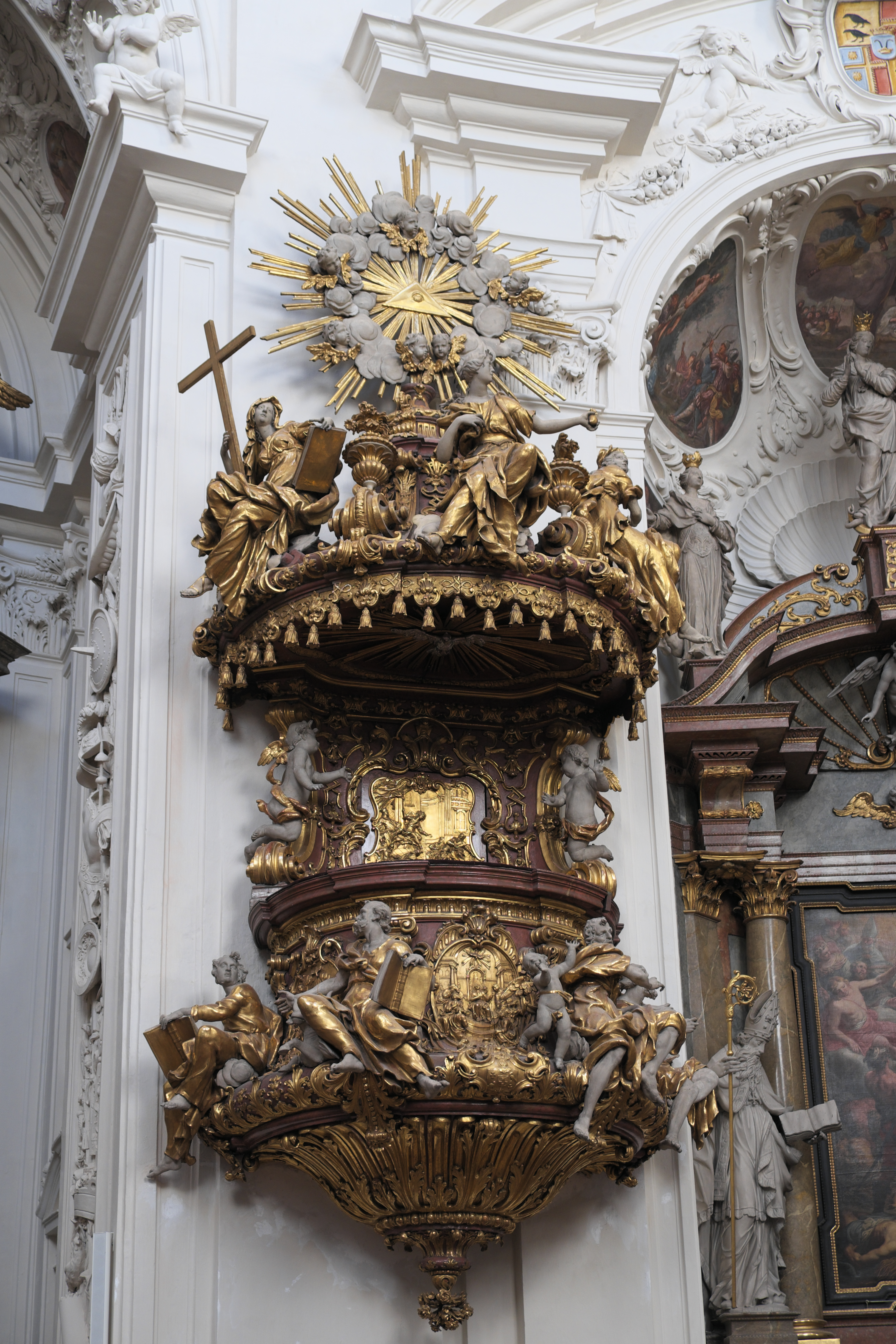
Die Kanzel der Servitenkirche mit den Figuren von Moll
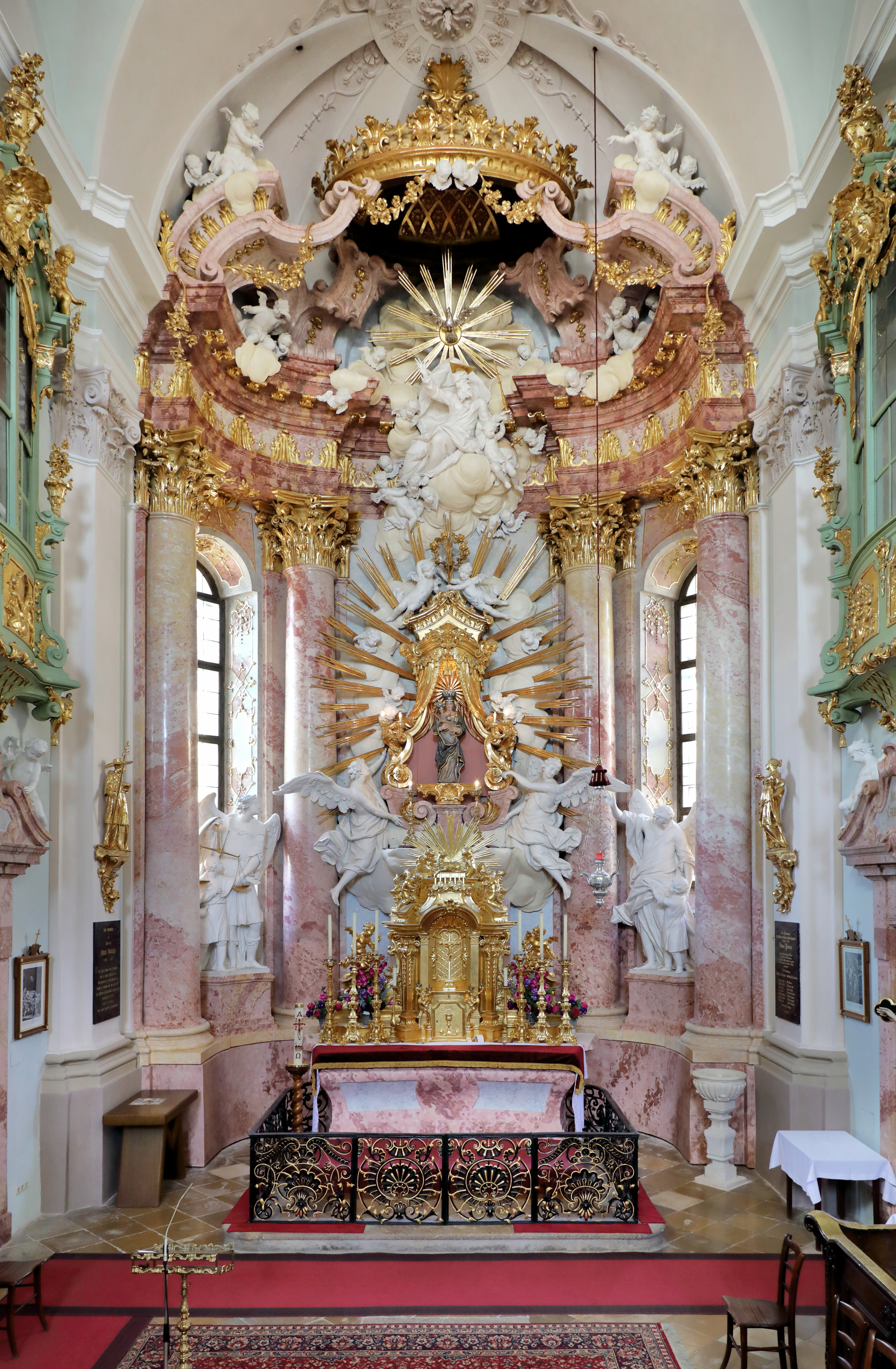
Der Altarraum der Wallfahrtskirche Hafnerberg
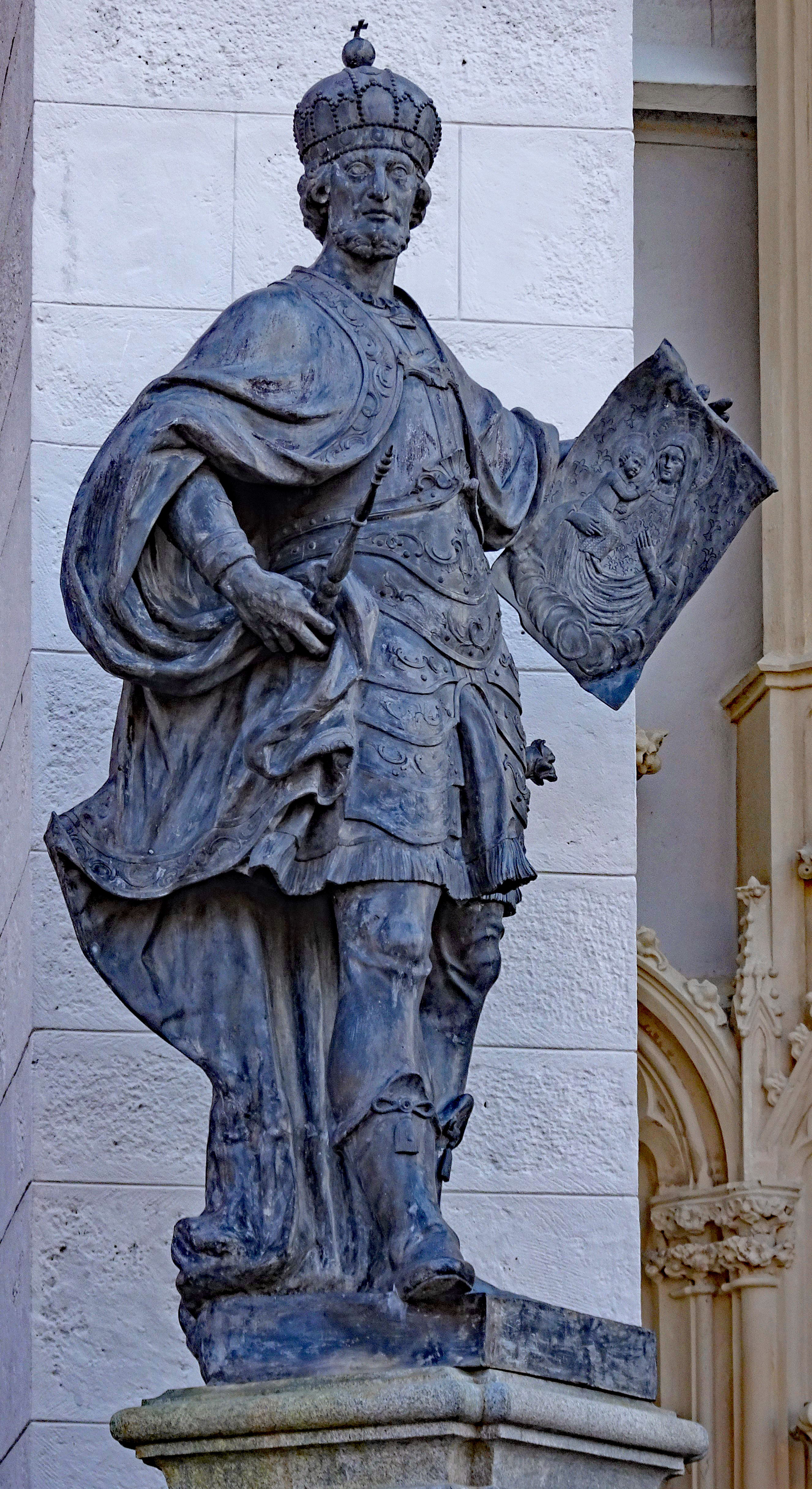
Statue König Ludwig I. vor der Basilika Mariazell
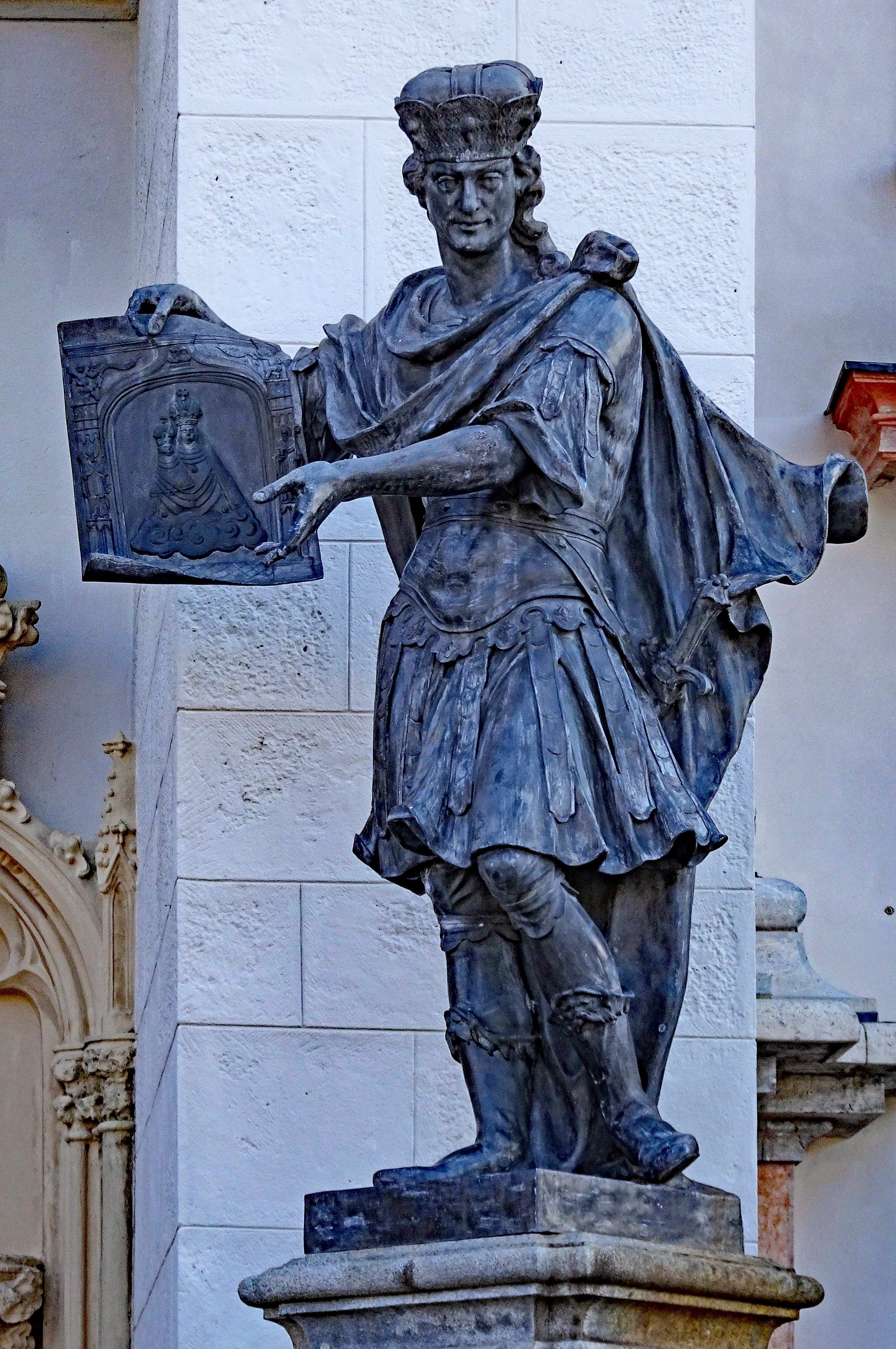
Statue Vladislav Heinrichs vor der Basilika Mariazell
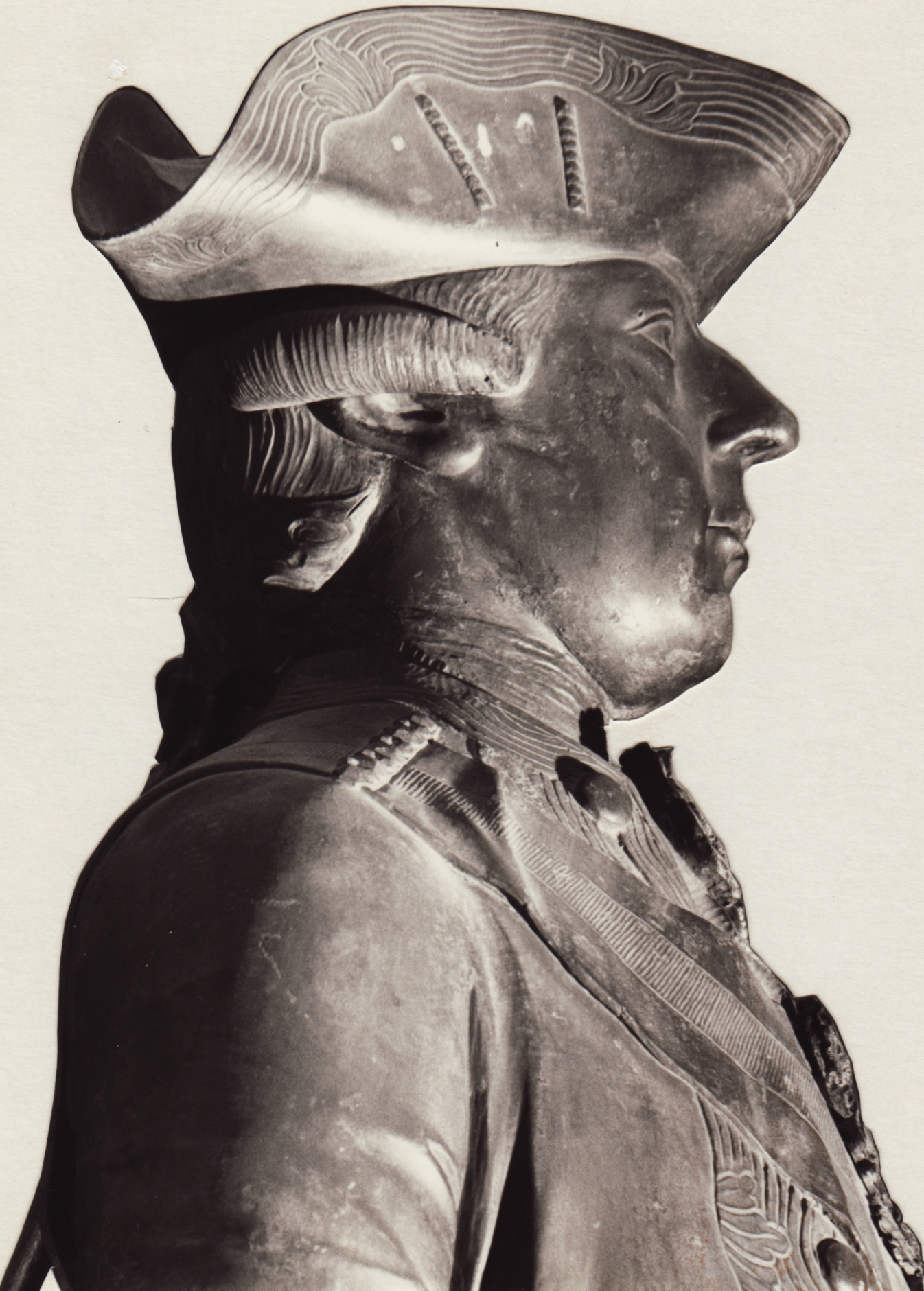
Detail der Reiterstatue von Kaiser Joseph II.
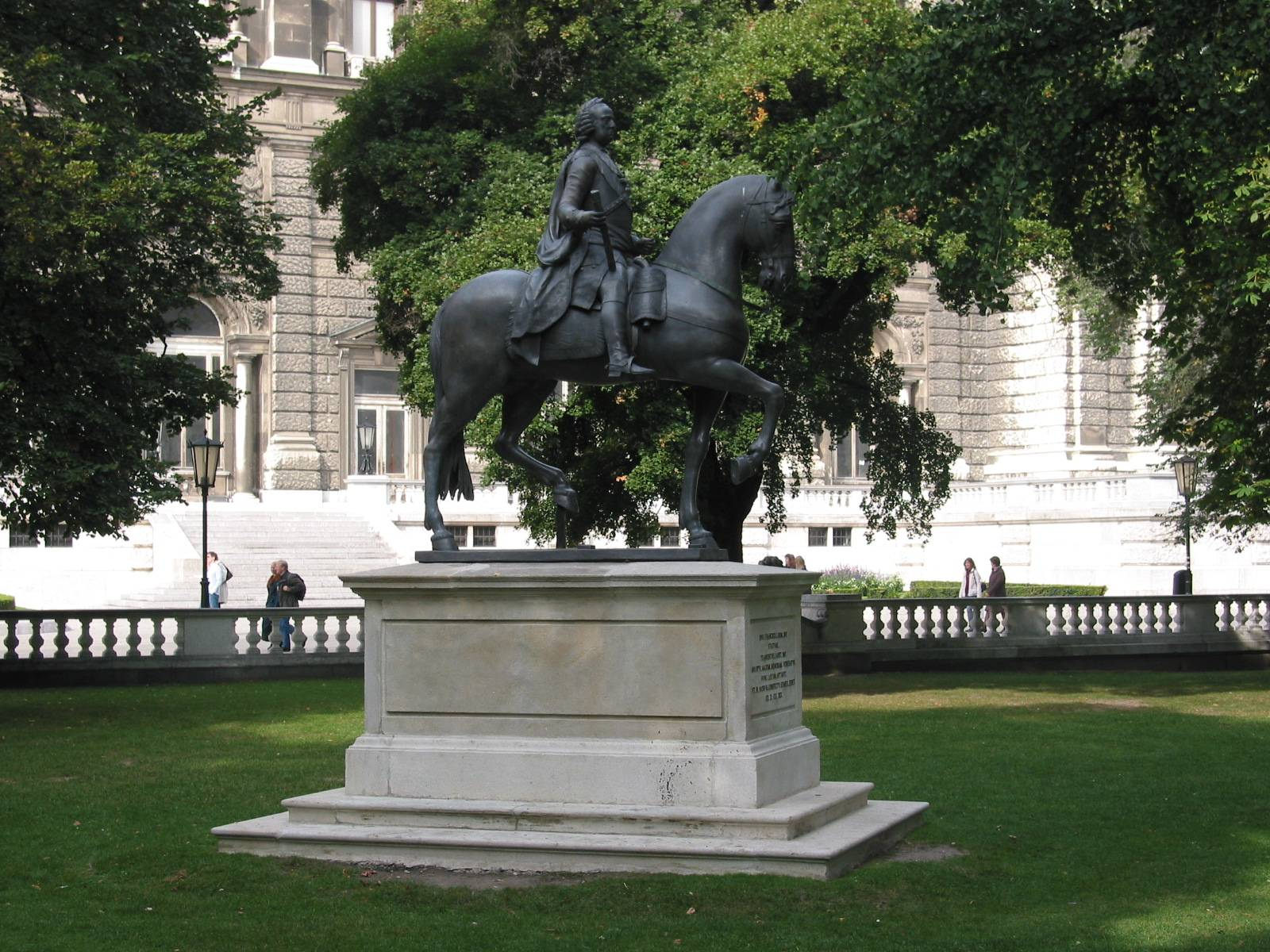
Statue Kaiser Franz I. im Burggarten
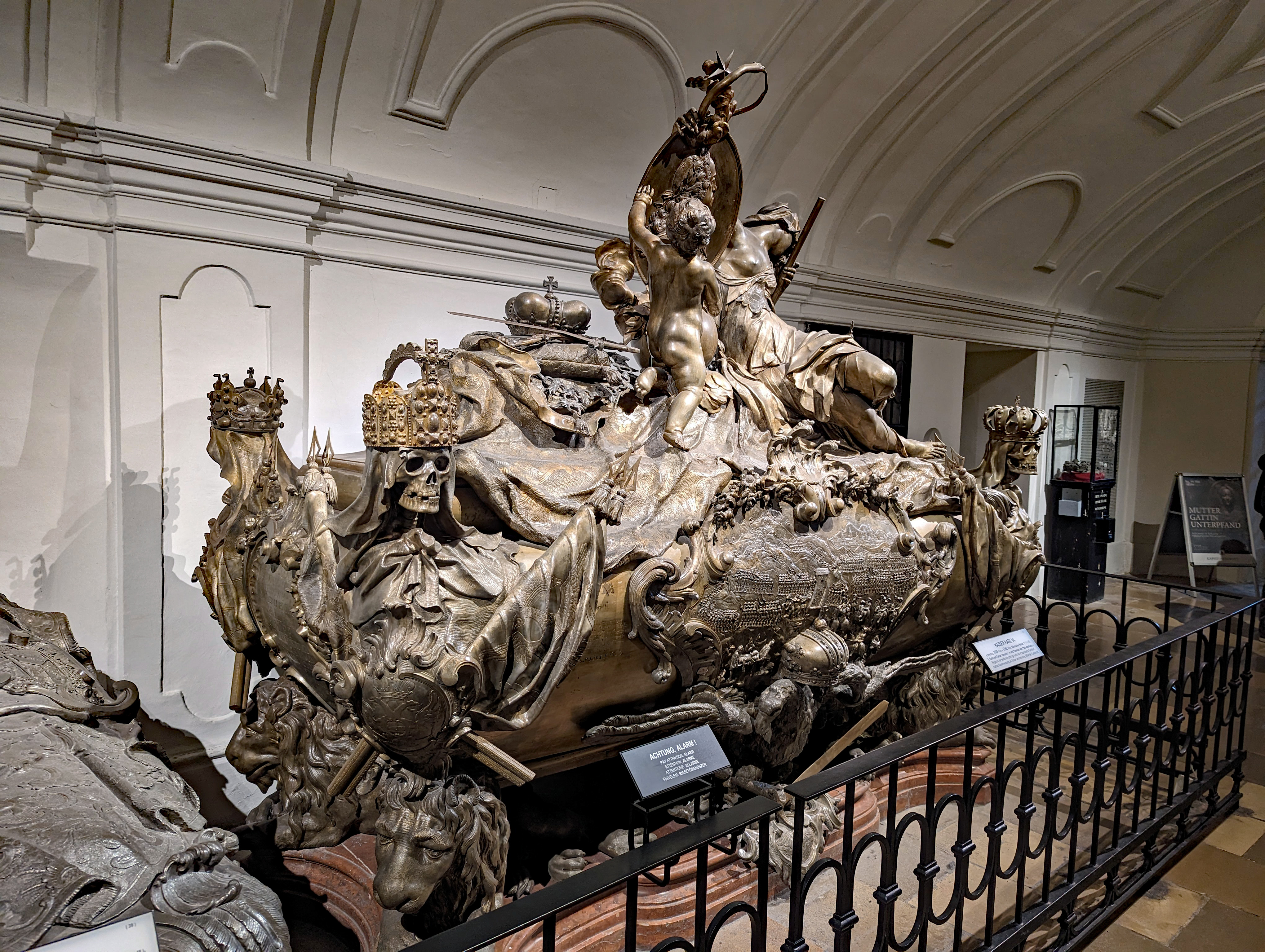
Sarkophag Kaiser Karl VI. in der Kaisergruft
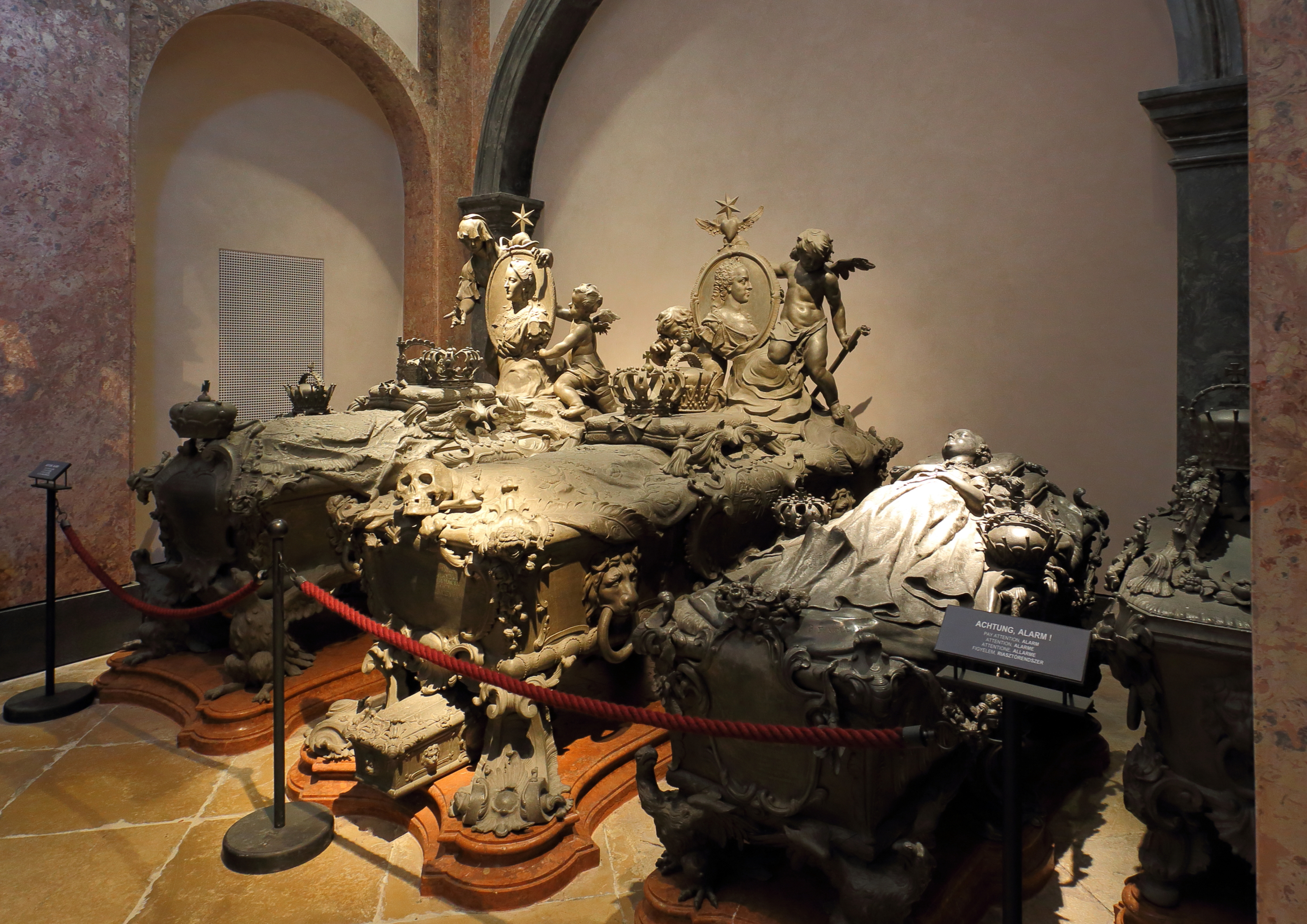
Drei von Moll geschaffene Sarkophage in der Kaisergruft
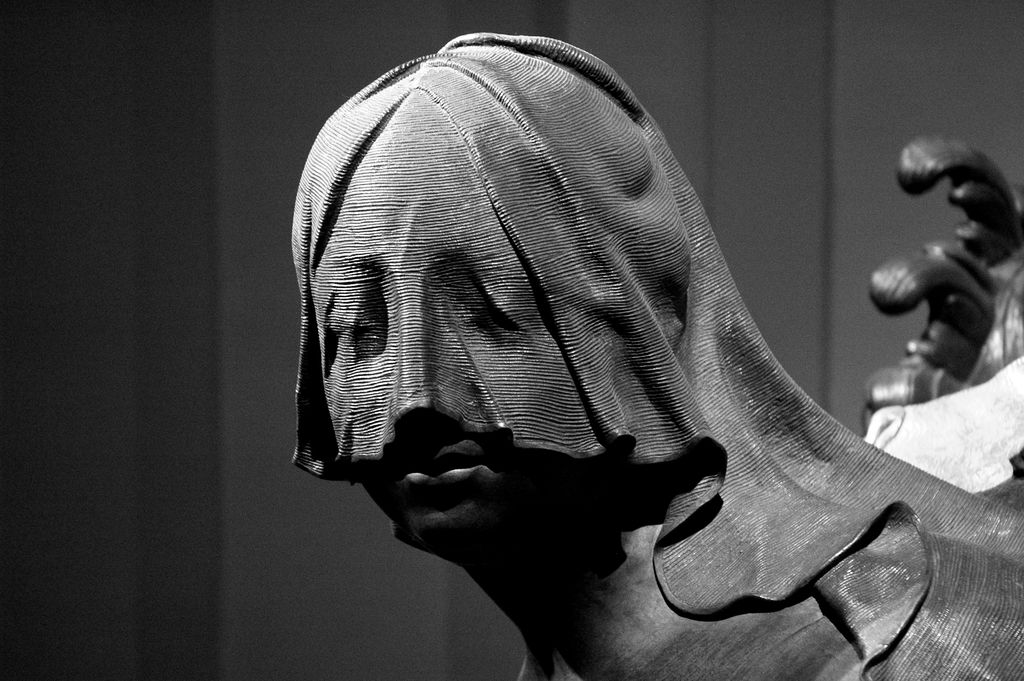
Detail am Sarkophag von Kaiserin Elisabeth Christine

## Würdigung
Im Jahr 1894 wurde in Wien-Währing (18. Bezirk) die Mollgasse nach ihm benannt.